# 레이스 BC
레이스 BC(영어: Laces BC)는 미국 여자 3on3리그인 언라이벌드 소속 농구 팀이다.